# استنلی شاپیرو
استنلی شاپیرو (به انگلیسی: Stanley Shapiro) (زادهٔ ۱۶ ژوئیهٔ ۱۹۲۵ – درگذشتهٔ ۲۱ ژوئیهٔ ۱۹۹۰) نویسنده، فیلم‌نامه‌نویس و تهیه‌کنندهٔ اهل ایالات متحده آمریکا بود.